# Walther PPS
Walther PPS (kratica za PolizeiPistole Schmal, tanka policijska pištola) je sodobna ultrakompaktna polavtomatska pištola nemškega orožarskega koncerna Walther.
Waltherje svetu kompaktnih polavtomatskih pištol vladal skoraj osem desetletij. Njihovi modeli PP, PPK, PPKS in TPH so postavili standarde, ki jih ni dosegel noben drug proizvajalec pištol.
Razvoj novih tehnologij in orožja samega pa je na začetku 21. stoletja od proizvajalcev zahteval drugačen pristop. Jeklene pištole, izdelane z natančno obdelavo jekla so postale zastarele, saj je prihod novih polimernih materialov pomenil zmanjšanje skupne mase orožja hkrati z zahtevami trga po močnejših nabojih. Tako so se na tržišču začeli pojavljati kompaktni in subkompaktni modeli pištol, ki so kmalu postali izjemno priljubljeni tako pri policijskih in varnsotnih službah, kot pri posameznikih. To je pomenilo slovo nekaterih včasih klasičnih pištolskih nabojev kot so 7,65 mm Browning, 6,35 mm in drugih, vse bolj pa so se začeli uveljavljati močni naboji 9x19, .40 S&W ter .45 ACP.

## NaslednikWaltherja PPK
Walther je novim trendom sledil že s svojo prvo pištolo iz polimernega ogrodja, Walther P99, ki jo je zasnoval že leta 1996 in je bila v bistvu bojna pištola polnih dimenzij. Uspeh te pištole je pokazal, da je tovarna pripravljena na izzive 21. stoletja, zaradi česar so se odločili za izdelavo nove pištole, ki bi bila neposredna naslednica legendarnemu PPK. Cilj konstruktorjev je bila izdelava ultrakompaktne pištole velikega kalibra, ki bi bila v prvi vrsti namenjena policijski uporabi in bi neposredno sledila njihovi najslavnejši liniji tovrstnega orožja iz tridesetih let dvajsetega stoletja.

### Zasnova in delovanje
PPS spada v družino najmodernejših modularnih osebnih orožij četrte generacije, pri katerih je mogoče na eni platformi individualno prilagajanje željam uporabnika, pri tem pa je ohranjena maksimalna enostavnost proizvodnje in vzdrževanja orožja. Pištola pa ne izstopa zaradi izbora streliva zanj, prav tako ne po dimenzijah, ki so za družino subkompaktnih pištol zadnje generacije povsem povprečne. PPS izstopa zaradi novih rešitev sprožilnega mehanizma, ki so za Walther neobičajne in nove.
Pištola uporablja t. i. modificiran browningov sistem zaklepanja ležišča naboja, enakega kot P99, zaradi česar je pištola lahko izdelana s povsem ravnimi linijami in brez odvečnih štrlečih delov, ki bi ovirali uporabnika. Zaklep je stanjšan do minimuma, kar daje pištoli ozek, a visok izgled, samo zaklepišče pa je na zgornji strani poravnano, kar olajša iskanje namerilne linije pri hitrem potezanju orožja. Za lažje repetiranje pištole so na zadnjem delu vrezana široka »rebra«, prednji del pa je malce stanjšan, da strelcu nudi možnost oprijema pri repetiranju z držanjem sprednjeda dela zaklepišča.
Prostor za izmet tulcev je na prednjem delu poševno zarezan, da bi se tako zagotovila povečana površina zaklepanja cevi v prednjem delu ležišča in stanjšalo zaklepišče. Na desnem bočnem delu zaklepišča je nameščen klasični zunanji izvlečnik tulcev, na zgornji strani ležišča pa je indikator vstavljenega naboja. Povsem ravna cev je v orožje nameščena klasično, za povratni hod zaklepišča pa poskrbi teleskopsko vodilo, na katerem sta nameščeni dve različno močni spiralni vzmeti, ki zaradi svoje namestitve uspešno zmanjšujeta močan odsun orožja.
Ogrodje pištole je izdelano iz kvalitenih polimerov, na prednjem delu pa ima integralno vodilo za različne taktične dodatke, kot so svetilka ali laserski namerilnik. Pištola je po slavnem Glocku prevzela sistem razdiranja, in ima nad širokim branikom sprožilca nameščen obojestranski mehanizem za razdiranje. Po modelu P99 je prevzet sistem trojnega varovanja in sprožilca, ki deluje v t. i. quick safe sistemu. Prva varovalka je vstavljena v jeziček sprožilca, drugi dve varovalki strikerja pa sta vgrajeni v zaklepišče. Sila, potrebna za proženje orožja je olajšana, a še vedno povsem bojna in zahteva okoli 2700 N obremenitve, kar predstavlja skupaj s tremi varovalkami dovolj visoko stopnjo varnosti za nošenje pisštole z vstavljenim nabojem.
Ročaj pištole je raven in povsem prilagodljiv. Tako se z enostavnim natikanjem podaljškov na spodnji del ročaja regulira njegova višina, z zamenjavo zadnjega dela ročaja pa širina. Ta zadnji del služi tudi kot četrta varovalka, saj se z njegovim odstranjevanjem udarna igla zablokira, kar tovarna oglašuje kot enega najbolj varnih načinov za shranjevanje.
Končna izvedba pištole je izjemna, tolerance pa skoraj ni, kar pomeni, da pištola deluje zanesljivo in varno. Trenutno je v prodaji prva serija teh pištol, ki imajo na zaklepišču vgravirano oznako First Edition, na voljo pa so v črni barvi ogrodja in črni brunuri.